# Koroča

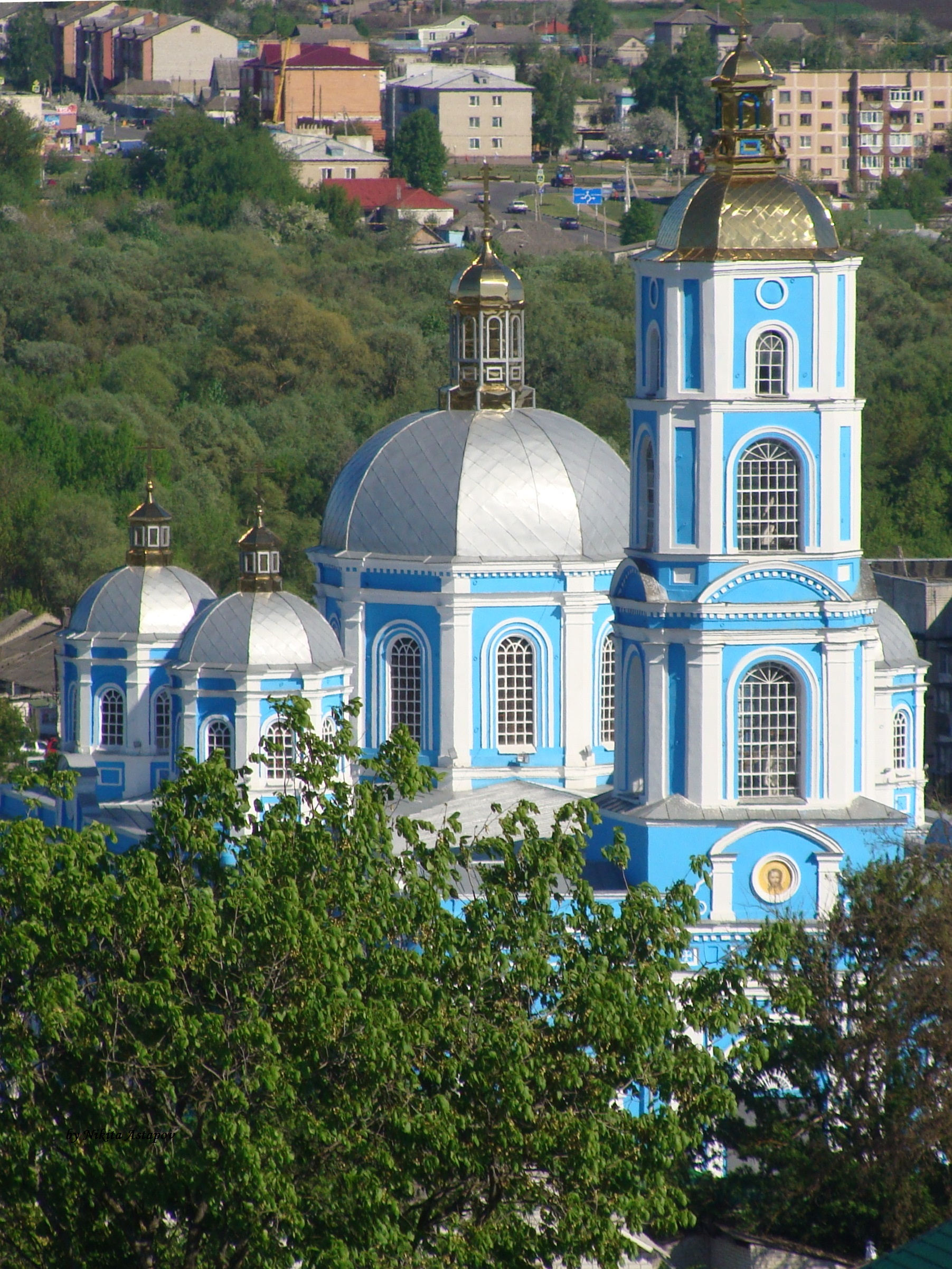

Koroča è una città della Russia europea sudoccidentale (oblast' di Belgorod), situata sulla riva destra del fiume omonimo, 57 km a nordest di Belgorod; è il capoluogo amministrativo del distretto omonimo.

## Società

### Evoluzione demografica
Fonte: mojgorod.ru
- 1897: 14.400
- 1926: 14.100
- 1939: 5.400
- 1959: 3.000
- 1970: 5.400
- 1979: 5.600
- 1989: 5.800
- 2007: 5.900